# Władimir Fogiel
Władimir Pawłowicz Fogiel, ros. Владимир Павлович Фогель (ur. 1902 w Moskwie, zm. 9 czerwca 1929 tamże) – radziecki aktor filmowy kina niemego.

## Filmografia
- 1928: Salamandra jako bankier
- 1928: Dom przy Trubnej jako pan Gołikow, fryzjer
- 1928: Lalka z milionami jako Paul Cuisinai
- 1927: Koniec Sankt Petersburga jako niemiecki oficer
- 1927: Dziewczyna z pudełkiem jako Fogielew
- 1927: Miłość we troje jako Władimir
- 1926: Miss Mend
- 1926: Proces o trzy miliony jako mężczyzna z binokularem
- 1926: Według prawa jako Michael Dennin
- 1925: Promień śmierci jako faszysta Fog
- 1925: Gorączka szachowa jako szachista
- 1924: Niezwykłe przygody Mister Westa w krainie bolszewików